# Шоссейный велосипед

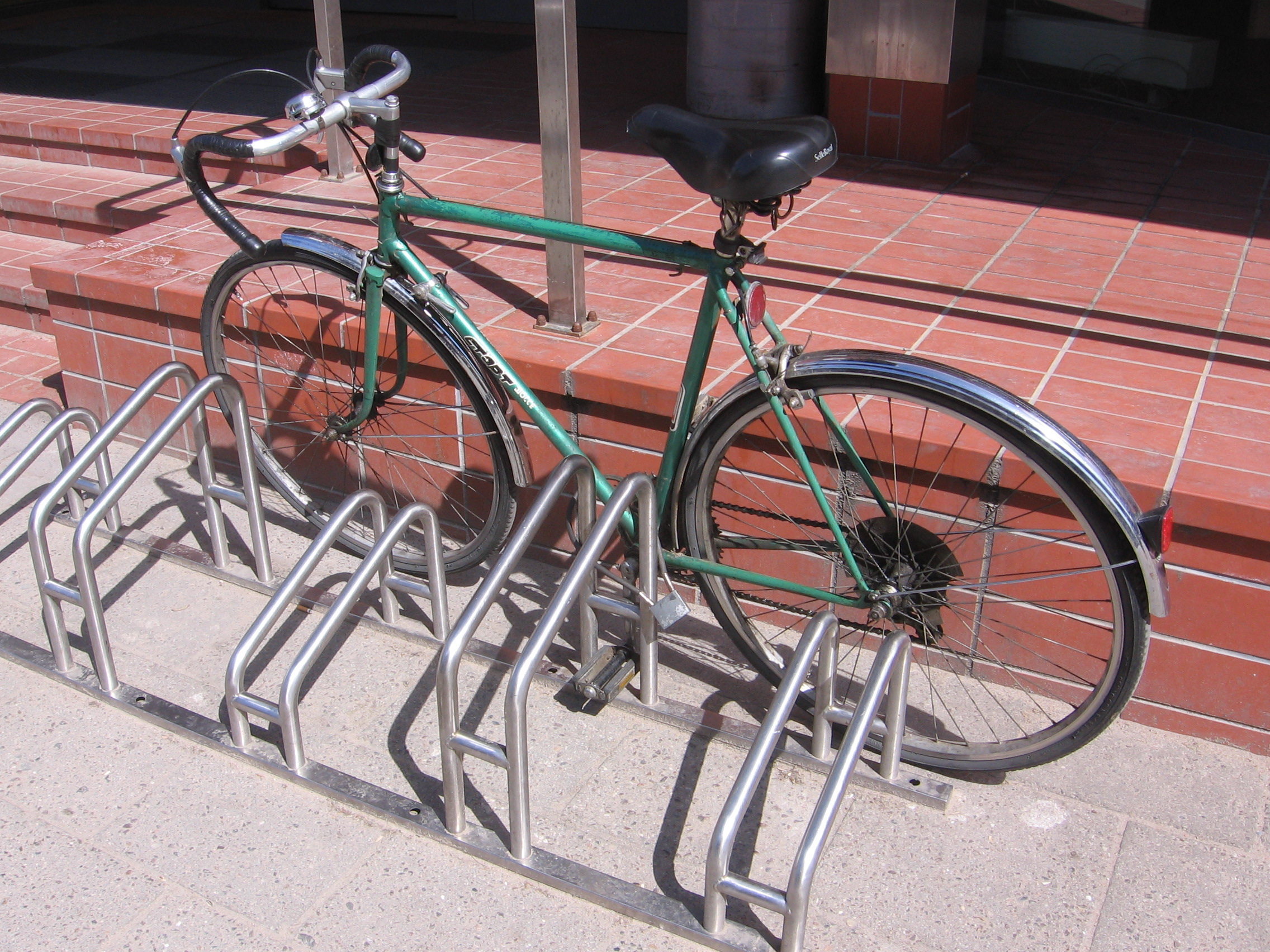
Шоссейный велосипед

Шоссе́йный велосипе́д (в просторечии — шоссейник, шоссер) — велосипед, сконструированный для скоростной езды (велогонок, веломарафонов) по дорогам с хорошим асфальтовым покрытием.

## Конструкционные особенности
От других видов велосипедов отличается особой формой руля — так называемые «бараньи рога». Примерно посередине дуги у руля на специальном крепеже располагаются тормозные рычаги. Также для шоссейного велосипеда характерны:
- наличие передач с высокими передаточными отношениями,
- лёгкая, но жёсткая рама и узкие покрышки высокого давления (около 8 атм).

Диаметр колёс у современных шоссейных велосипедов составляет 28 дюймов, или 700C (посадочный диаметр по ETRTO — 622 мм). Амортизационные подвески на шоссейных велосипедах не применяются в связи с их значительным весом и поглощающим часть работы раскачиванием при энергичном педалировании.
Самые лёгкие экземпляры весят менее 3,5 кг, что достигается применением передовых технологий и современных материалов, таких как карбон, алюминий, титан или магний.
На данный момент UCI ограничила минимальный вес велосипедов для официальных соревнований 15 фунтами (около 6,8 кг).

## Посадка
Благодаря форме руля условно можно выделить три вида посадки:
- высокая — велосипедист держится за горизонтальную часть руля, перпендикулярную выносу;
- средняя — велосипедист держит руки на консолях тормозных рычагов;
- низкая — руки согнуты в локтях и находятся на дугах руля.

Меняя хват сверху вниз велосипедист улучшает аэродинамику. С целью ещё большего сокращения сопротивления воздуха при езде, некоторые велосипедисты садятся на раму (посадка «на раме» или «под седло»), прижимаясь лицом к рулю, а иногда буквально ложатся на руль, вынося тело вперёд. Такое расположение улучшает аэродинамические характеристики, но снижает управляемость велосипедом, из-за чего в соревнованиях (например, Мирового тура) такие посадки с 1 апреля 2021 года использовать запрещается.

## Виды шоссейных велосипедов
Модели шоссейных велосипедов отличаются от других видов велосипедов рядом параметров (руль, рама, колеса, трансмиссия, педали, тормоза).
Кроме этого шоссейные велосипеды можно разделить на любительские модели и профессиональные.
Шоссейные велосипеды профессионального уровня можно разделить на:
- универсальные;
- велокроссовые;
- триатлоновые;
- трековые;

## Применение
Основное направление применения шоссейного велосипеда — шоссейные велогонки, которые проводятся как на хорошем асфальтовом покрытии, так и на дорогах с брусчаткой или гравийным покрытием. (Например гонки Мирового тура UCI E3 Саксо Банк Классик, Париж — Рубе и др.) Для улучшения спортивных качеств и комфорта езды при преодолении брусчатки на шоссейных велосипедах устанавливают систему регулировки давления в шинах.
Шоссейные велосипеды начального (любительского) уровня предназначены как для физкультурно-оздоровительного катания, так и для скоростных велопрогулок, в том числе и на большие расстояния.